# Manuel Facal Ponte
Manuel Facal Ponte (Carballo, 20 de julio de 1943-6 de abril de 2024) fue un pintor, grabador y escultor español.

## Biografía
Estudió Ingeniería Técnica en Vigo, carrera que abandonó para dedicarse al mundo del arte. Residió en diversos lugares tales como Francia, Londres, Barcelona, Puerto Rico, Noruega, Sitges, Nueva York y la montaña malagueña, donde desarrolló sus facetas creadoras. Publicó más de medio centenar de catálogos y libros sobre su obra y desde 2022 presidió la Fundación Manuel Facal Ponte en Carballo, La Coruña.

## Trayectoria
En los años 70 realizó una abstracción geométrica que evolucionó hacia collages matéricos con formas animales.
En los años 80 regresó a Galicia, participando en el Grupo Atlántica, el grupo de arte contemporáneo gallego más importante internacionalmente. Posteriormente, residiendo ya en Málaga, su línea artística se basó en los sobrecosidos. En su última etapa, Facal apostó por esculturas móviles realizadas con deshechos de antiguos cuadros y obras pictóricas que tras rasgar, romper y deformar convierten en esculturas vinculadas formalmente al cuerpo y que siguiendo la línea de la artista Angela De la Cruz cuestionan el papel de la pintura en el arte contemporáneo dando lugar a nuevas formas de investigación en torno a las técnicas, procesos y significantes utilizados.

## Obra
Realizó exposiciones en diversos lugares del mundo, con presencia en colectivas de pintura, grabado y escultura. 